# Château de Ľubovňa
 (mai 2025).
Si vous disposez d'ouvrages ou d'articles de référence ou si vous connaissez des sites web de qualité traitant du thème abordé ici, merci de compléter l'article en donnant les références utiles à sa vérifiabilité et en les liant à la section « Notes et références ».
Le château de Ľubovňa (slovaque : Ľubovniansky hrad [ˈʎubɔvɲi̯anski ˈɦrat], allemand : Lublauer Burg, hongrois : Lubló vára) est un château situé à Stará Ľubovňa  dans le nord-est de la Slovaquie.

## Situation
Le château de Ľubovňa est situé dans la région historique de Spiš. Construit sur une colline de l’autre côté de la rivière Poprad, il surplombe la ville de Stará Ľubovňa